# アニメ愛のあわあわアワー
『アニメ愛のあわあわアワー』（アニメあいのあわあわアワー）はオムニバス形式のアニメ。1999年に日本のディレクTVで放送され、放送後にDVD/LD化された。発売元は株式会社ガイナックス、販売元はパイオニアLDC株式会社。

## 概要
おるちゅばんエビちゅ（原作：伊藤理佐/漫画アクションピザッツ連載）、小梅ちゃんが行く!!（原作：青木光恵/まんがくらぶ・まんがくらぶオリジナル連載）、愛の若草山物語（原作：寺島令子/まんがくらぶ連載）の3作品が原作として起用されたアニメ。
DVD第4巻(PIBA-7024)に収録された企画担当の庵野秀明と三石琴乃の対談によると、元々おるちゅばんエビちゅのファンだった庵野が、原作者である伊藤理佐の友人を介してアニメ化の企画を打診。また、三石もエビちゅのファンであり、新世紀エヴァンゲリオンで葛城ミサトを担当する以前からエビちゅの声を担当したいと周囲に話していた。
ギャグを基調とした内容だが、おるちゅばんエビちゅには性的な描写/科白なども含まれている。上記対談によると、ディレクTVによる放送の時点では科白の一部に伏せ字（信号音）の修正が加えられたが、DVD等のソフトでは修正は行われていない。なお、DVDに収録されているものは、放送されたものとは一部異なる映像表現方式を用いたオリジナルバージョンである事が明記されている。
タイムテーブル
1回は数分のアニメ4本(おるちゅばんエビちゅ=2本、小梅ちゃんが行く=1本、愛の若草山物語=1本)及びオープニング/エンディング/アイキャッチ（イラスト:水玉螢之丞）などで構成されている。これが12回分製作された。総数ではおるちゅばんエビちゅは24話制作され、小梅ちゃんが行く!!と愛の若草山物語は12話制作された。タイムテーブル例（第1回）は以下の通り。
- 00:00- アニメ愛のあわあわアワー・オープニング
- 00:15- おるちゅばんエビちゅ・第一話（うち1分30秒は作品のオープニング）
- 08:45- 小梅ちゃんが行く!!・第一話（うち45秒は作品のオープニング）
- 13:00- アイキャッチ
- 13:05- 愛の若草山物語・第一話（うち40秒は作品のオープニング）
- 17:20- アイキャッチ
- 17:25- おるちゅばんエビちゅ・第二話
- 24:25- アニメ愛のあわあわアワー・エンディング
- 25:55- アニメ愛のあわあわアワー・次回予告
- 26:25、終了

## クレジット
- 企画 - 庵野秀明/ガイナックス
- 録音 - 蝦名恭範
- 録音助手 - 亀田未々有
- 効果 - 小山秀雄（サウンドボックス）
- 編集 - 鈴木真理亜（ワインド・アップ）
- EED - 高橋聡
- アニメーション制作協力 - あにまる屋 / スタジオれんげ
- 録音・ビデオ編集スタジオ - オムニバスジャパン
- 音響制作 - マジックカプセル
- 音響監督 - 明田川仁
- アイキャッチイラスト - 水玉螢之丞
- 音楽 / グランドエンディング主題歌「くもくもがけにこんまたけやぶ」 - 南烏山六丁目プロダクション
- アドバイサー - 菅真理子(GAINAX)
- プロデューサー - 武田康廣(GAINAX) / 中山花世(GAINAX) / 加計晃/森尻和明（パイオニアLDC） / 川人憲治郎（グループ・タック）
- アシスタントプロデューサー - 福良啓（パイオニアLDC）

おるちゅばんエビちゅ
- 原作 - 伊藤理佐
- 監督 - 森脇まこと
- 構成シナリオ - 北条千夏/吉村元希
- キャラクターデザイン/総作画監督 - 大橋幸子
- 美術監督 - 三浦智
- 色彩設計 - 関根栄子
- 撮影監督 - 川田敏寛
- オープニング主題歌「なんだかな」 - 作詞 - 伊藤理佐/歌 - エビちゅ（三石琴乃）
- 配役 - エビちゅ=三石琴乃 / ご主人ちゃま=富沢美智恵 / かいしょなち=関智一 / マァくん=岩田光央 / ナレーション=アンディ・ホリフィールド

小梅ちゃんが行く!!
- 原作 - 青木光恵
- 監督 - 久米一成
- キャラクターデザイン - やまぐちわたる
- 美術監督 - 龍池昇
- 色彩設計 - 青山まなみ
- オープニング主題歌「C-B-A」 - 音楽 - キャラメル
- 配役 - 小梅=山崎和佳奈 / キミちゃん=天野由梨 / 社長=石井康嗣 / 中谷くん=小野坂昌也

愛の若草山物語
- 原作：寺島令子
- 監督 - 久米一成
- キャラクターデザイン - 中村朱羅
- 美術監督 - 松本まなみ
- 色彩設計 - 青山まなみ
- オープニング主題歌「Princess Lipp」 - 音楽 - 24COLORS
- 配役 - 静香=神宮司弥生 / 育美=荒木香恵 / 母=中友子/父=大西健晴

## ソフトウエア

### LD
- アニメ愛のあわあわアワー LD BOX（LD4枚組（PILA-1551/合計320分）、特典：LDボックス発売記念24P解説書）

### DVD
- アニメ愛のあわあわアワー1発目：PIBA-7021/80分
  - おるちゅばんエビちゅ 1 - 6
  - 小梅ちゃんが行く!! 1 - 3
  - 愛の若草山物語 1 - 3
  - 特典=エビちゅおるちゅばん電話メッセージ
- アニメ愛のあわあわアワー2発目：PIBA-7022/80分
  - おるちゅばんエビちゅ 7 - 12
  - 小梅ちゃんが行く!! 4 - 6
  - 愛の若草山物語 4 - 6
  - 特典=エビちゅ愛の占い四十八手
- アニメ愛のあわあわアワー3発目：PIBA-7023/80分
  - おるちゅばんエビちゅ 13 - 18
  - 小梅ちゃんが行く!! 7 - 9
  - 愛の若草山物語 7 - 9
  - 特典=エビちゅテーマ曲「なんだかな」ぱあふぇくと版(フルバージョン/カラオケ付き)
- アニメ愛のあわあわアワー4発目：PIBA-7024/80分
  - おるちゅばんエビちゅ 19 - 24
  - 小梅ちゃんが行く!! 10 - 12
  - 愛の若草山物語 10 - 12
  - 特典=三石琴乃×庵野秀明のエビちゅマル秘対談